# Список українських офіцерів загиблих в російсько-українській війні (2023)
Список містить імена офіцерів Сил оборони України, які загинули в 2023 році під час російсько-української війни. Поділ здійснено на вищий, старший та молодший офіцерський склад.

## Старший офіцерський склад
| Прізвище та ім'я                     | Звання       | Підрозділ                                                                                             | Дата загибелі   | Обставни загибелі |
| ------------------------------------ | ------------ | --- | --------------- | --- |
| Юрчик Юрій Олександрович             | полковник    | ДПСУ                                                                                                  | 8 січня 2023    | Загинув під Соледаром |
| Доценко Олександр Вікторович         | полковник    | Бердянський прикордонний загін                                                                        | 29 січня 2023   | Загинув у Хмельницькій області. Їхав із фронту разом із дружиною та потрапив у ДТП                                                               |
| Волинець Віктор Петрович (посмертно) | полковник    | 7 БрТА                                                                                                | 1 березня 2023  | Екіпаж Су-24 підполковника Волинця та старшого лейтенанта штурмана Соломеннікова був збитий в Донецькій області, біля міста Дружківка.           |
| Вдовиченко Олександр Володимирович   | полковник    | Альфа СБУ                                                                                             | 17 березня 2023 | Загинув у бою року поблизу м. Бахмут. |
| Гоцуляк Сергій                       | підполковник | начальником групи піротехнічних робіт аварійно-рятувального загону спеціального призначення у м. Ізюм | 4 січня 2023    | Загинув від детонування боєзапасу під час розмінування                                                                                           |
| Доценко Неля Анатоліївна             | підполковник | Бердянський прикордонний загін                                                                        | 29 січня 2023   | Загинула у Хмельницькій області. Їхала з фронту разом із чоловіком і потрапила у ДТП. Обидва загинули                                            |
| Демчук Ігор Володимирович            | підполковник | Омега                                                                                                 | 2 серпня 2023   | загинув під час виконання службових обов’язків поблизу села Благодатне на Донеччині                                                              |
| Валерій Дейнеко                      | підполковник | 92 ОШБр                                                                                               | 2 жовтня 2023   | Загинув очолюючи штурмову групу під час штурму позицій ворога біля села Андріївка на Донбасі                                                     |
| Юрченко Олег Володимирович           | майор        | | 2 січня 2023    | Загинув у бою |
| Загниборода Павло                    | майор        | Дозор                                                                                                 | 21 січня 2023   | Загинув внаслідок осколкових поранень після артилерійського обстрілу виконуючи бойове завдання у складі медичної евакуаційної групи під Бахмутом |
| Мудрак Олег Васильович               | майор        | Бригада НГУ «Азов»                                                                                    | 21 лютого 2023  | Не витримало серце після тортур, яких він зазнав у російському полоні.                                                                           |
| Баранець Валерій Миколайович         | майор        | | 19 червня 2023  | Загинув внаслідок мінометного обстрілу поблизу села Діброва на заході Луганщині                                                                  |
| Пільщиков Андрій Борисович           | майор        | 40 БрТА                                                                                               | 25 серпня 2023  | загинув біля села Сінгури на Житомирщині під час зіткнення двох навчально-бойових літаків L-39                                                   |

## Молодший офіцерський склад
| Прізвище та ім'я                  | Звання             | Підрозділ                                                      | Дата загибелі    | Обставини загибелі |
| --------------------------------- | ------------------ | -------------------------------------------------------------- | ---------------- | --- |
| Созанський Олександр Анатолійович | капітан            | 80-та окрема десантно-штурмова бригада                         | 17 лютого 2023   | Загинув на сході України |
| Мілютін Дмитро Станіславович      | капітан            | 128 ОГШБр                                                      | 3 листопада 2023 | Загинув внаслідок ракетного удару поблизу населеного пункту Зарічне Запорізької області при нагородженні бійців 128-ї бригади |
| Медведь Станіслав Олександрович   | старший лейтенант  |                                                                | 2 січня 2023     | Загинув під Бахмутом |
| Візенко Олексій Миколайович       | старший лейтенант  | 1-й Прикордонноий загін Східного регіонального управління ДПСУ | 3 січня 2023     | Загинув внаслідок артилерійського обстрілу в м. Соледар Донецької області                                                     |
| Охота Володимир Борисович         | старший лейтенант  | 66-та окрема механізована бригада                              | 5 січня 2023     | Загинув під час обстрілу машини під Бахмутом                                                                                  |
| Коваль Віталій Борисович          | лейтенант          | 3 БрОП                                                         | 6 січня 2023     | Загинув під Бахмутом |
| Сергієнко Кирило                  | лейтенант          | 46-та окрема аеромобільна бригада                              | 8 січня 2023     | Загинув у Соледарі від осколкових поранень під час ворожого обстрілу                                                          |
| Слущенко Дмитро Олексійович       | лейтенант          | 80-та окрема десантно-штурмова бригада                         | 9 лютого 2023    | Загинув у бою біля с. Іванівського на Донеччині.                                                                              |
| Швець Владислав Віталійович       | молодший лейтенант | Карпатська Січ                                                 | 3 січня 2023     | Загинув під час виконання бойового завдання під Бахмутом.                                                                     |